# Glypta glacialis
Glypta glacialis là một loài tò vò trong họ Ichneumonidae.